# Ask Any Girl
Ask Any Girl is een Amerikaanse filmkomedie uit 1959 onder regie van Charles Walters. Destijds werd de film in Nederland uitgebracht onder de titel Ieder meisje weet het.

## Verhaal
Het plattelandsmeisje Meg Wheeler gaat in New York op zoek naar een baan en een rijke echtgenoot. Ze wordt in dienst genomen als verkoopster in het bedrijf van de gebroeders Doughton. Daar laat ze haar oog vallen op Evan, de jongste van de beide broers. Om hem aan de haak te slaan doet Meg een beroep op zijn oudere broer Miles, die in geen tijd zelf valt voor haar charmes.

## Rolverdeling
| Acteur           | Personage           |
| ---------------- | ------------------- |
| David Niven      | Miles Doughton      |
| Shirley MacLaine | Meg Wheeler         |
| Gig Young        | Evan Doughton       |
| Rod Taylor       | Ross Tayford        |
| Jim Backus       | Maxwell             |
| Claire Kelly     | Lisa                |
| Elisabeth Fraser | Jennie Boyden       |
| Dodie Heath      | Terri Richards      |
| Read Morgan      | Bert                |
| Carmen Phillips  | Verfijnde jongedame |

## Prijzen en nominaties
| Jaar | Prijs         | Categorie                    | Genomineerde(n)  | Uitslag     |
| ---- | ------------- | ---------------------------- | ---------------- | ----------- |
| 1959 | BAFTA         | Beste buitenlandse actrice   | Shirley MacLaine | Gewonnen    |
| 1959 | Zilveren Beer | Beste actrice                | Shirley MacLaine | Gewonnen    |
| 1959 | Golden Globe  | Beste actrice in een komedie | Shirley MacLaine | Genomineerd |